# The JaneDear Girls
Le JaneDear Girls sono state un duo femminile statunitense di musica country formato a Nashville nel 2004 e composto da Danelle Leverett e Susie Brown e attivo fino al 2012.

## Carriera
Danelle Leverett e Susie Brown si sono conosciute ad un concerto a Nashville grazie al cantautore Kris Bergsnes, e hanno presto iniziato a collaborare prima nella scrittura di canzoni e poi nella carriera di cantanti. Notate da John Rich, che sarà anche il loro produttore, hanno firmato un contratto con l'etichetta discografica Reprise Records Nashville.
Nella primavera del 2010 le JaneDear Girls hanno pubblicato il loro singolo di debutto, Wildflower, che ha raggiunto il sessantesimo posto nella classifica statunitense e ha anticipato il loro album The JaneDear Girls, uscito il 1º febbraio 2011. Il disco ha raggiunto la 46ª posizione nella Billboard 200 e ha prodotto due ulteriori singoli: Shotgun Girl e Merry Go Round. Nel 2012 hanno registrato un brano intitolato Good Girls Gone Bad che è stato incluso nella colonna sonora della serie televisiva Amiche nemiche.
Wildflower ha ricevuto nomination ai CMT Music Award come Video musicale di un duo dell'anno e agli American Country Award come Singolo di debutto dell'anno, mentre il duo è stato nominato agli Academy of Country Music Award del 2011 nelle categorie Gruppo esordiente dell'anno e Duo dell'anno.
Danelle Leverett e Susie Brown hanno interrotto la loro collaborazione artistica nell'estate del 2012 per intraprendere carriere da soliste. La prima ha scritto il singolo That's Why I Pray dei Big & Rich e ha iniziato a registrare musica sotto il nome d'arte di Nelly Joy, mentre la seconda è andata in studio di registrazione con il produttore James Stroud.

## Membri
- Danelle Leverett (Alpine, Utah) – voce, mandolino, violino, basso, chitarra, fisarmonica
- Susie Brown (Amarillo, Texas) – voce, chitarra, banjo, armonica

## Discografia

### Album
- 2011 - The JaneDear Girls

### Singoli
- 2010 - Wildflower
- 2011 - Shotgun Girl
- 2011 - Merry Go Round